# Xanthorhoe borealis
Xanthorhoe borealis là một loài bướm đêm trong họ Geometridae.